# Max Bruch

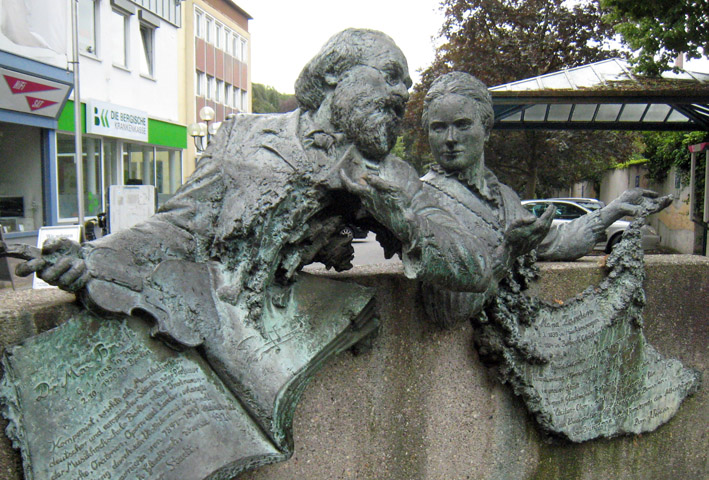
Monument a Max Bruch i Maria Zanders a Bergisch Gladbach

Max Bruch (alemany: Max Christian Friedrich Bruch)  (Colònia, 6 de gener de 1838 - Friedenau, 2 d'octubre de 1920) fou un compositor i director d'orquestra alemany.

## Biografia

### Formació
El seu pare era inspector de policia i la seva mare soprano, de qui va rebre les primeres lliçons de música. A l'edat de 9 anys va escriure la seva primera composició, una cançó d'aniversari per la mare. A partir de llavors, la música era la seva passió, activitat per la qual va ser recolzat i encoratjat pels seu pares. Així va tenir un sobtat esclat de creativitat en què va escriure diverses obres petites com motets, salms, peces per a piano, sonates per a violí, un quartet de corda i fins i tot obres orquestrals com per exemple, l'obertura d'una òpera que planejava sobre Joana d'Arc. Poques d'aquestes primeres obres han sobreviscut. Va rebre les primeres lliçons de teoria musical el 1849 a Bonn amb el professor Heinrich Carl Breidenstein, un amic del seu pare. En aquesta època va visitar per primera vegada la Igeler Hof, una finca a Bergisch Gladbach, on va escriure gran part de la seva música. La finca va pertànyer a l'advocat i notari Neissen, que vivia amb la seva germana soltera. Més tard la finca va ser comprada per la família Zanders, la qual tenia una important fàbrica de paper. Allà també va aprendre a parlar anglès i francès. En els anys posteriors Maria Zanders li va proporcionar, com amiga i protectora, un lloc adequat per al seu treball a la Vila Zanders.
Als 11 anys ja va escriure algunes obres més importants amb les que es va fer conèixer entre el públic. Una d'elles, el Septet en Mib major, que porta els primers senyals d'identitat del que serà el seu estil futur. Al març de 1852 la seva primera simfonia en fa menor va ser interpretada per la Societat Filarmònica de Colònia. Per aquelles dates també es publicava al Rheinische Musikzeitung un article sobre ell, on el comparaven amb Mozart i Mendelssohn.
El mateix any va compondre un quartet de corda amb el que va guanyar una beca de quatre anys de la Fundació Mozart de Frankfurt. Aquesta beca li va permetre estudiar composició amb Ferdinand Hiller i piano amb Carl Reinecke i Ferdinand Breunung a Colònia. Hiller li va dedicar una atenció més especial a la feina de Bruch que a la dels seus altres alumnes. En els seus diaris s'esmenten fragments inèdits de les primeres obres i de les composicions publicades de Bruch. Va estar també molt involucrat en la impressió de l'Op.1 del seu alumne.

### Consolidació professional
La primera obra substancial de Bruch va ser una òpera basada en Scherz, List un Rache de Goethe, composta i representada a Colònia el 1858 (no en van sobreviure versions orquestrals), després de la qual els seus mestres el van encoratjar a viatjar per Alemanya. Així va anar a parar a Leipzig, ciutat en què la vida musical encara era dominada per la influència de Mendelssohn. Assentat a Mannheim, entre 1862 i 1864, va compondre dues obres que li van proporcionar renom entre el públic: l'òpera Die Loreley i la cantata per veus masculines Frithjof. Aquesta va ser la primera de les nombroses obres corals exitoses que van mantenir el seu nom entre el públic al llarg de la seva vida.

Després d'això es va quedar temporalment a Leipzig, Bonn i Mannheim. El 1865 va rebre el càrrec de director musical a Koblenz, on va escriure la seva obra més famosa, el Primer Concert per a violí. Dos anys més tard es va traslladar a Sondershausen, on va treballar com a mestre de capella fins al 1870. En els anys següents va viure primer com a professor de música a Berlín i des de 1873 com a compositor freelance a Bonn. En aquest període va establir contacte amb alguns dels músics més importants del seu temps, així com Johannes Brahms, Pablo Sarasate i Joseph Joachim, a qui va dedicar el primer concert per a violí. 

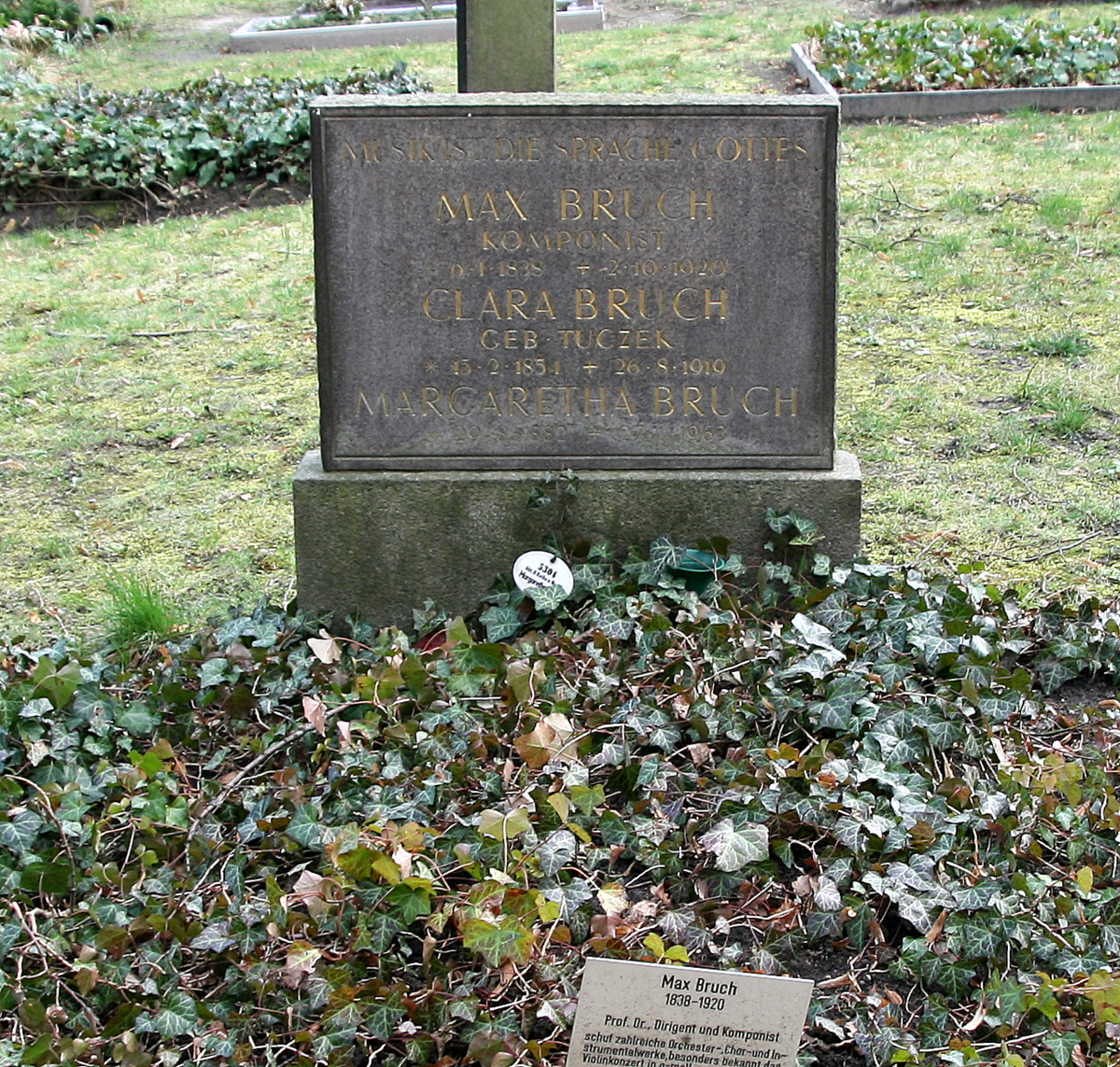
Tomba de Max Bruch i la seva dona a Berlin

De 1880 a 1883 va dirigir la Philarmonic Society de Liverpool i es va casar el 3 de gener de 1881 amb la cantant Clara Tuczek, amb qui va tenir quatre fills. Després d'un viatge als EUA, es va convertir en director de la Breslauer Orchesterverein fins al 1891. Aquest mateix any li van donar la direcció de la classe de composició a la Akademie der Künste de Berlin, on va tenir molts deixebles que més tard serien coneguts, com per exemple en Jakob Rothstein. En els anys següents Bruch va rebre moltes distincions: va rebre el títol de professor honoris causa per les universitats de Cambridge i de Berlín. A aquesta ciutat va tenir com a deixeble també el músic català Màrius Mateo.
En els deu últims anys de la seva vida Bruch va renunciar als seus càrrecs i es va dedicar completament a la composició.
Va ser enterrat l'octubre de 1920, als 82 anys, al costat de la seva difunta esposa, qui havia mort un any abans, en una tomba d'honor al'Antic Cementiri St. Matthäus del barri berlinès de Schöneberg on s'hi poden llegir les paraules "Musik ist sprache Gotte" (La música és el llenguatge de Déu) cosa que resumeix bé l'esperit del compositor.

## Estil compositiu
Els ideals de Bruch ja es trobaven al principi de la seva carrera i no van canviar mai. Indubtablement tenia una gran estima per Felix Mendelssohn i pel seu amic Johannes Brahms. Tot i així i al seu pesar, sempre va estar sota l'ombra de l'aclaparador Brahms, amb qui va haver de ser comparat de per vida. A part del gran interès per les cançons populars alemanyes, va lluitar des del principi en contra de la Nova Escola Alemanya de Franz Liszt i Richard Wagner. Les seves obres reflecteixen un sentit de melodies que es queden en la memòria amb facilitat i la forma tradicional de pensar. Encara que estigués molt interessat en la música vocal, el gruix d'obres importants es troba en la música instrumental (simfonies, concerts).
Ja durant la seva vida va sorgir el que és avui la realitat: la percepció del públic es limita en gran part només al seu primer concert per a violí, fet que a ell mateix disgustava. Les raons per les quals se li dona aquest relatiu desinterès a la seva obra en conjunt són múltiples. Tot i que un nombre considerable de les seves composicions tenen en la seva forma forces característiques no convencionals i progressives, Bruch va ser bàsicament un compositor conservador que va ser anul·lat pel canvi de segle, principalment a causa de les seves harmonies poc avançades cap als anacronistes. Va defensar la seva concepció romàntica de l'art com l'única veritable i va topar amb la crítica pels seus forts atacs contra Richard Strauss i Max Reger. Al llarg de la seva vida es va oposar a totes les innovacions musicals que han estat esmentades per ell com "la socialdemocràcia musical". D'ençà que durant l'era nazi va desaparèixer de les programacions per presumpte jueu a causa del seu Kol Nidrei (Op. 47), les seves obres s'han oblidat en gran manera en els països de parla alemanya. No hi ha evidència, però, que Bruch fos d'origen jueu.

## Obra
El seu Concert per a violí n.º 1 en sol menor, op. 26 (1866) és un dels concerts per a violí romàntics més populars. Utilitza diverses innovacions del Concert per a violí en mi menor de Felix Mendelssohn, entre elles l'enllaç dels moviments, així com l'omissió de l'obertura clàssica orquestral de l'exposició.
Les altres dues obres que segueixen sent molt interpretades són també escrites per instrument de corda solista i orquestra: la Fantasia escocesa per a violí i orquestra, que inclou un arranjament de la cançó "Hey Tuttie tia"; i el Kol Nidrei op. 47, per a violoncel i orquestra (subtitulat "Adagio sobre melodies hebrees per violoncel i orquestra").
En l'àmbit de la música de cambra es troben per exemple les Vuit peces per a clarinet, viola i piano. Igual que Brahms, que havia compost les obres per a clarinet amb un clarinetista al cap, Bruch ho va fer amb aquest trio en el seu fill Max. Les primeres grans composicions del principi de la seva carrera van ser dos quartets de corda, similars en timbre i intensitat als quartets de Schumann op. 41.
Cap al final de la seva vida, el 1918, va tornar a considerar formacions petites i va compondre dos quintets de corda, un dels quals va servir de base per a un octet de cordes escrit el 1920, per quatre violins, dues violes, violoncel i contrabaix. Aquest octet està en oposició amb l'estil innovador de la dècada.
Altres obres són dos concerts per a violí i orquestra, nº 2 en re menor (1878) i nº 3 en re menor (1891) (el qual Bruch considerava tan bo com el primer); així com un Concert per a clarinet i viola, op. 88. Les tres simfonies, tot i tenir poca originalitat en forma i estructura, contenen una escriptura melòdica distintiva del romanticisme alemany eficaçment orquestrada.

## Llistat d'obres principals

### Obres vocals
- Òpera Die Loreley, en dos actes, op.16 (1863)
- Cantata Frithjof-Szenen, op.23 (1860, revisada el 1864)
- Oratori Odysseus, op.41 (1871/72)
- Òpera Hermione (1872)
- Oratori Arminius, op.43 (1875)
- Oratori Das Lied von der Glocke, basat en Friedrich Schiller, op.45 (1872)
- Oratori Moïse, op.67 (1893/94)

### Obres simfòniques
- Concert per a violí núm. 1, op.26 (1865-67)
- Simfonia N°1, op.28 (1868)
- Simfonia N°2, op.36 (1870)
- Concert per a violí N°2, op.44 (1877)
- Fantasia escocesa per a violí i orquestra, op.46 (1879/80)
- Kol nidrei, per a violoncel i orquestra, op.47 (1880/81)
- Simfonia N°3, op.51 (1882, rev,1886)
- Concert per a violí N°3, op.58 (1891)
- Serenata per a violí i orquestra, op.75 (1899/1900)
- Suite sobre melodies populars russes, op.79b (1903)
- Suite N°2 sobre melodies populars sueques (1906)
- Suite N°3 per a orgue i orquestra (1909, revisada el 1912)
- Konzertstück per a violí i orquestra, op.84 (1910)
- Romança per a viola i orquestra op.85
- Concert per a clarinet i viola, op.88 (1911)

### Música de cambra
- Septet per a instruments de vent i corda (1849)
- Trio per a violí, violoncel i piano, op.5 (1857)
- Quartet de corda N°1, op.9 (1858/59)
- Quartet de corda N°2, op.10 (1860)
- Quintet amb piano (1886)
- Quintet de corda N°1 (1918)
- Quintet de corda N°2 (1918)
- Octet de corda (1920)

## Discografia
- 8 peces per clarinet i viola - Jean-Luc Votano, clarinet; Thorette Arnaud, viola; Johan Bundle, piano; Suro Filharmònica, Dir. Pascal Rophé (23-24 de juny de 2008, Cypress Records)
- Concert per a violí n.º 2, Simfonia No. 3 - Lydia Mordkovitch,, London Symphony Orchestra, Dir. Richard Hickox (oct. 4 a 7 1998 Chandos)
- Concert per a violí n.º 3, Simfonia No. 1 * - Lydia Mordkovitch, London Symphony Orchestra, Dir. Richard Hickox (4-6 * i 7 d'octubre de 1998, Chandos CHAN 9784)
- Scottish Fantasy - David Oistrakh, London Symphony Orchestra, Dir. Jascha Horenstein (Decca)
- Kol Nidrei (amb obres de Dvořák i Txaikovski) - Janos Starker, violoncel; London Symphony Orchestra, Dir. Antal Doráti (Mercuri)
- Arminio, op. 43 - Rheinische Kantorei, Göttinger Symphony Orchestra, Dir Hermann Max (28 febrer a març 2, 2009, CPO 777 453-2)

## Llista no completa d'alumnes de Max Bruch
- Oscar Straus;
- Łucjan Kamieński;[3]
- Fartein Valen;
- Ralph Vaughan Williams;
- Kosaku Yamada;
- Vincenzo Tommasini;[4]
- Ernesto Drangosch;[5]
- Joseph Pache;[6]
- Arnold Ebel;[7]
- James Simon;[8]
- Ernst Mielck,
- Rosetter Gleason Cole;[9]
- Franjo Dugan o[10]
- Karl Klinger,[11]
- Walther Reinhardt.[12]